# Shejk Muhammed Abdullah

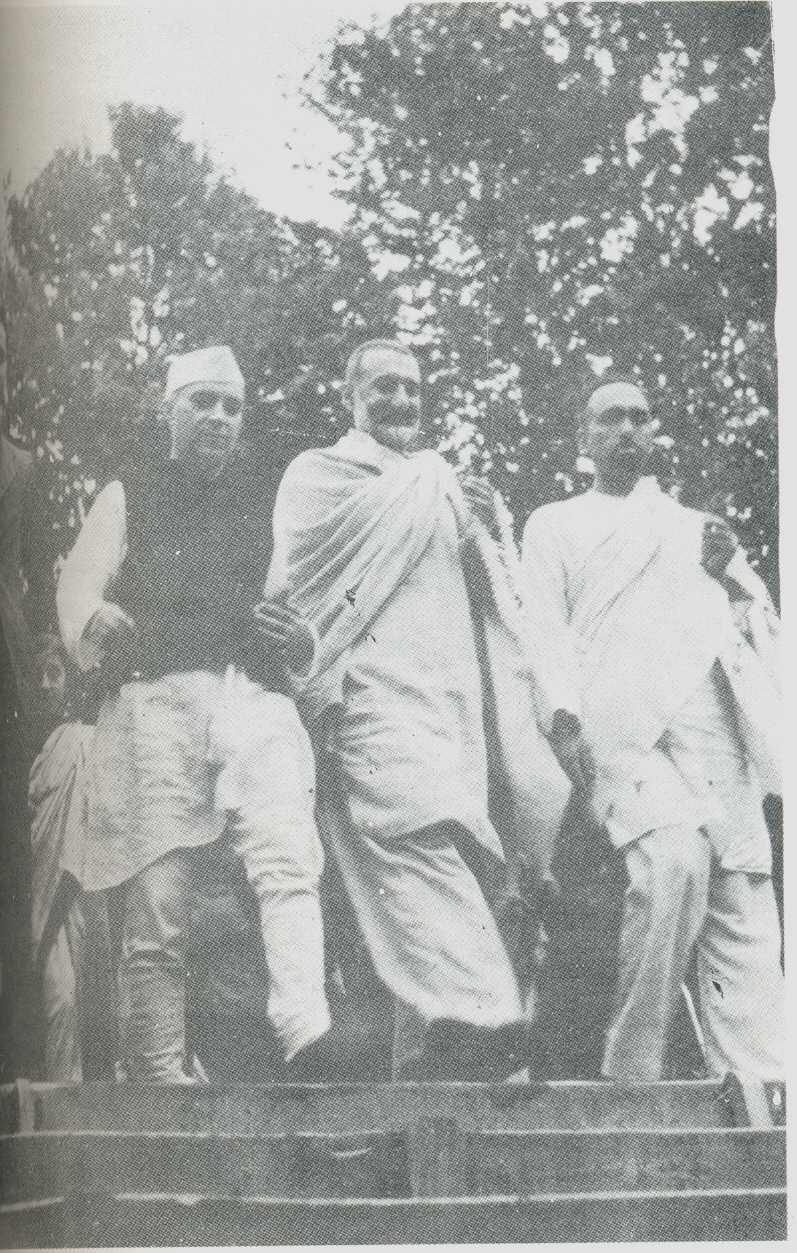
Shejk Muhammed Abdullah

Shejk Muhammed Abdullah (Shere Kashmir, "Kashmirs lejon"), född 1905, död 1982, var en framstående kashmirisk politiker och ättling till kashmiri pandits. Redan som ung student hade Abdullah varit med och grundat Muslim Conference Party (1931) och agiterat mot den kashmiriska maharajan. Med hustrun Akbar Jahan, dotter till en engelsk hotelldirektör och dennes kashmiriska fru, fick han sonen Farooq Abdullah. 
Abdullah blev kashmirisk premiärminister 1948 och motsatte sig i denna egenskap upprepade indiska påstötningar om att fullt ut integrera Kashmir i den nya indiska staten. Sedan indierna i praktiken ändå annekterat Kashmir avsattes han 1953 och satt fängslad i 11 år, anklagad för korruption och planer på att göra Kashmir till en självständig stat. 1975 kom han överens i princip med dåvarande indiska premiärministern Indira Gandhi, gav upp kravet på folkomröstning om självständighet, och blev åter premiärminister (nu kallat Chief Minister) i Kashmir. Abdullah satt kvar på denna post till sin död, för att sedan efterträdas av sonen Farooq.